# راستة كناربويين (مقاطعة فومن)
راستة كناربويين (بالفارسية: راسته کناربویین) هي قرية تقع في قسم غوراببس الريفي في إيران. يقدر عدد سكانها بـ 399 نسمة بحسب إحصاء 2016.